# Heydebleck
Heydebleck ist eine Wüstung im Landkreis Jerichower Land in Sachsen-Anhalt.

## Geographie

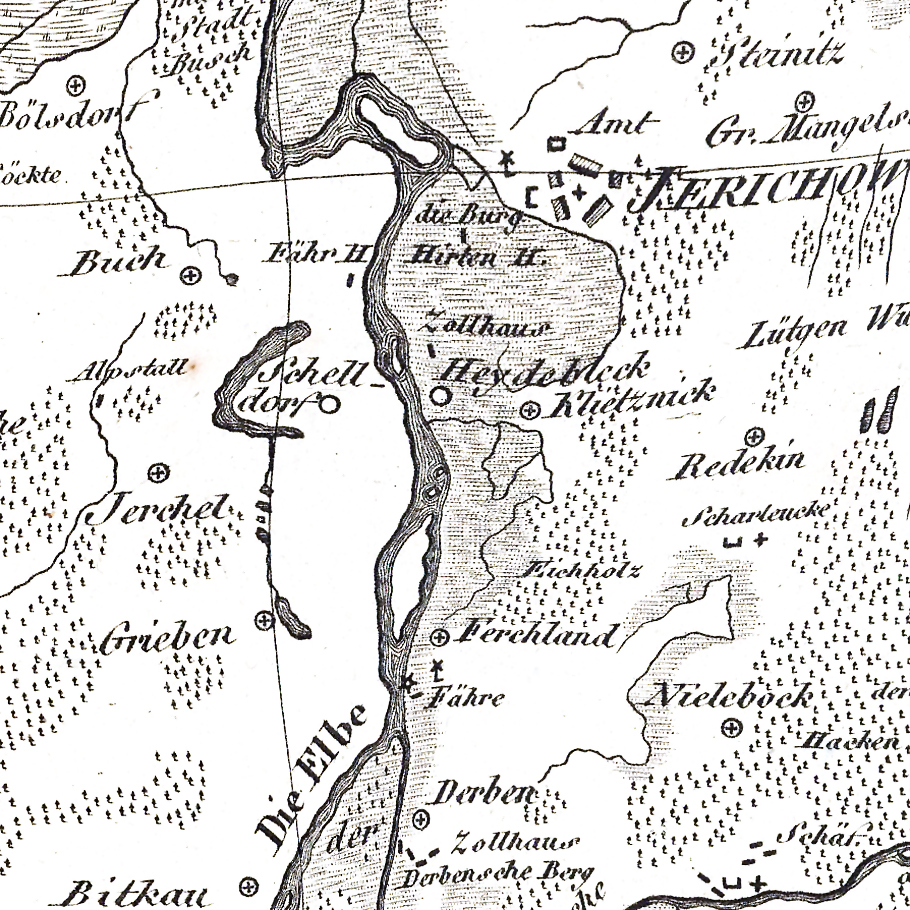
Historische Karte von 1813

Das Dorf lag direkt an der Elbe, nordwestlich des heutigen Dorfes Klietznick bei Jerichow.
Nördlich der alten Dorfstelle erstreckt sich das Naturschutzgebiet Bucher Brack-Bölsdorfer Haken.

## Geschichte
Bis in das späte 18. Jahrhundert war der Ort noch bewohnt. Aufgrund ständiger Hochwasser wurde das Dorf um 1791 von seinen 82 Bewohnern aufgegeben, die sich im benachbarten Klietznick ansiedelten.

## Gedenkstätten

### Gedenkstein an alter Dorfstelle

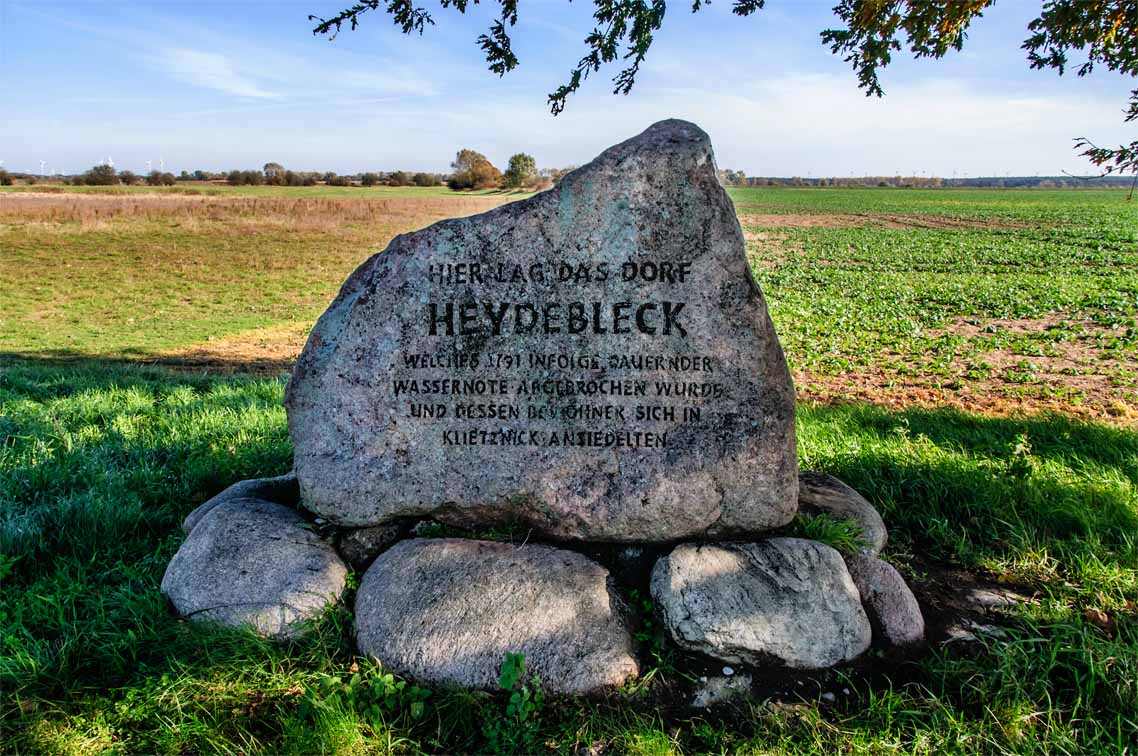
Gedenkstein an der Elbe

An der Elbe erinnert ein Gedenkstein an das untergegangene Dorf.
Er trägt die Inschrift: „Hier lag das Dorf Heydebleck, welches 1791 infolge dauernder Wassernöte abgebrochen wurde und dessen Bewohner sich in Klietznick ansiedelten.“

### Gemeindehaus „Heydebleck“ in Klietznick

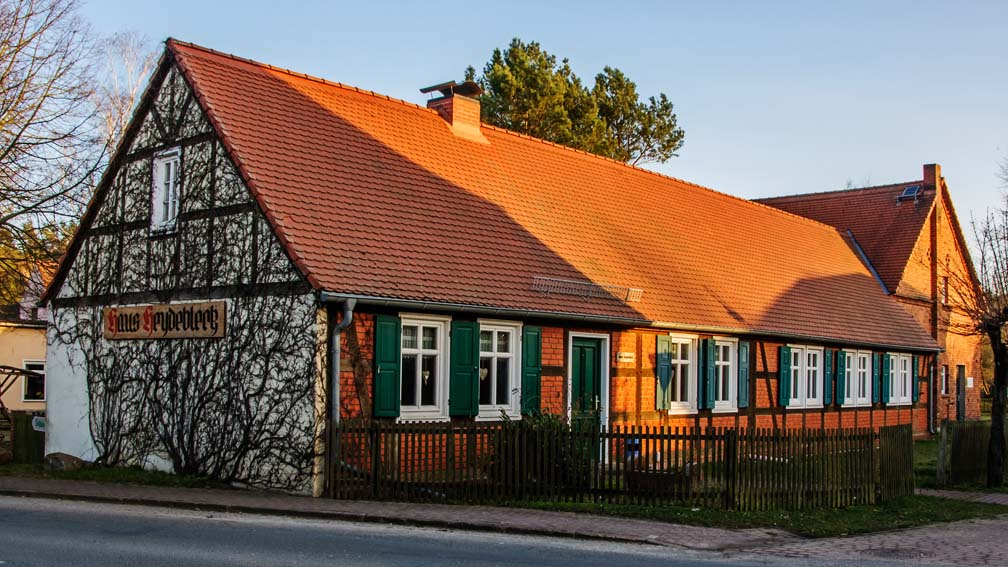
Gemeindehaus „Heydebleck“ in Klietznick

Das Gemeindehaus in Klietznick trägt den Namen „Heydebleck“. Hier kann auch die Geschichte rund um den Untergang des Dorfes erkundet werden.

## Sage
Eine Sage zum Untergang des Dorfes handelt vom Schäfer Klaus, der seine Tochter zum Dienst zu einem Gutsherren schickte. Als dieser das Mädchen schwängerte, beging es Selbstmord und der Schäfer schwor Rache. Er durchbrach den Deich und die Fluten brachten das Haus des Gutsherren zum Einsturz und begruben ihn in den Trümmern. Jedoch fiel auch der Rest des Dorfes den Wassermassen zum Opfer.